# Фундаменталне теореме економике благостања
Фундаменталне теореме економике благостања су две основне теореме гране економске теорије која се зове економика благостања. Убрајају се у најбитније резултате економске науке и међу најзначајнија достигнућа човечанства. Оне имају дубоке импликације на одређивање начина алокације ресурса.
Централни економски проблем, према тренутно доминантној неокласичној школи мишљења, јесте достизање ефикасне алокације ресурса. Ефикасност се схвата у смислу Парето оптималности. Парето оптималност је достигнута када не постоји начин да се реаранжира производња или реалоцирају добра тако да се једном учеснику размене поправи положај, а да се истовремено другом положај не погорша. Другим речима, ефикасност се може повећавати све док је могуће некоме поправљати положај, а да се ником другом положај не поквари. У једном друштву може бити више Парето оптималних алокација. Концепт Парето оптималност је врло умерен по етичком садржају: он избегава поређење двају појединаца (не самерава побољшање положаја једног и погоршање другог), већ само као опште побољшање узима оне промене код којих ниједном појединцу није погоршан положај, а некима је побољшан.

## Прва теорема економике благостања
Прва теорема економике благостања тврди да је било која конкурентска равнотежа ефикасна у Паретовом смислу. Проблем ове теореме јесте да једва да постоје било које експлицитне претпоставке у њој. Она готово у потпуности следи из дефиниција.
Прва битна имплицитна претпоставка је да учесници воде рачуна само о сопственој потрошњи добара, не и о ономе што троше други учесници на тржишту.
Друга претпоставка односи се на примену Еџвортовог дијаграма у анализи. Наиме, приликом конструисања графичког апарата претпоставља се постојање два тржишна учесника спремна да ућу у процес размене. Прва теорема економике благостања претпоставља да се понашају конкурентски, односно да нису свесни своје тржишне моћи, па је и неће употребити како би покушали да поправе своју тржишну позицију. Ова претпоставка је најспорнија. Економисти су усвојили решење ппрема ком сваки учесник представља групу учесника, довољно малих према величини тржишта, сличних преференција и иницијалне корпе добара, неспремних на кооперативну игру којом би картелизовали своју скупину. Друго објашњење је да два учесника представљају поједностављење, али да се резултати могу генерализовати на ситуацији када постоји велики број учесника размене.
Упркос овим оградама, прва теорема економике благостања представља прилично снажан резултат. Она каже да ће слободно тржиште неспутано активностима централних власти, на ком оптимизира велики број актера у циљу максимизирања сопствене корисности, резултовати алокацијом која постиже Паретову ефикасност; она нам даје општи механизам за постизање максималне искоришћености постјећих ресурса.
Последња велика значајна претпоставка прве теореме економике благостања јесте да се учесници на тржишту у поступку максимизирања сопствене корисности воде информацијама - ценама.

## Друга теорема економике благостања
Друга теорема економике благостања каже да свака Парето оптимална алокација може бити достигнута путем савршене конкуренције, а после одговарајуће иницијалне редистрибуције добара. Овим се одваја питање ефикасности од дистрибуције, будући да се тврди да се жељени, а ефикасан исход може постићи комбинацијом тржишног система и паушалном прерасподелом иницијалних добара. Влада може постићи друштвено преферирану расподелу добара паушалном интервенцијом, нереметећи притом функционисање тржишног механизма и ненарушавајући његову ефиканост.
Најзначајнији закључак ове теореме је да сваки покушај владе да уместо паушалном прерасподелом добара игра ценама (субвенционисањем, плафонирањем итд.) резултује прилагођавањем на свим тржиштима и нижој ефикасности привреде, самим тим и нижем друштвеном благостању. То се дешава пошто су цене носиоци синтетичких информација у децентрализованом систему одлучивања. Управљање ценама деформише сигнал који циркулише кроз тај систем, и замагљује слику о реалној реткости ресура онима којима је тај сигнал круцијалан за обављање предузетничке функције.
Приговор овој теореми упућује се на рачун неутралности паушалних трансфера, тврдећи да ће и они, посредно, бити урачунати у предузетничку калкулацију, те да ће на тај начин изазвати дисторзије ценовног механизма, и самим тим привреде.